# Niszczyciele rakietowe typu Suffren
Niszczyciele rakietowe typu Suffren – francuskie niszczyciele rakietowe z lat 60. XX wieku, klasyfikowane jako fregaty rakietowe. Zbudowano dwa okręty tego typu.  

## Historia powstania
W związku z wprowadzeniem do konstrukcji okrętów wojennych w latach 60. kierowanego uzbrojenia rakietowego, marynarka francuska (Marine nationale) postanowiła zbudować swoje pierwsze nowoczesne duże okręty rakietowe, przeznaczone do eskortowania grup lotniskowców „Clemenceau” i „Foch”. Ich głównym przeznaczeniem miało być zwalczanie celów powietrznych i okrętów podwodnych. Nowe okręty były pierwszymi francuskimi okrętami od początku projektowanymi do przenoszenia pocisków rakietowych. Zgodnie z francuską doktryną, większość wyposażenia i uzbrojenia była produkcji krajowej w celu zapewnienia Francji niezależności od innych krajów NATO. W 1960 zamówiono dwie jednostki: „Suffren” i „Duquesne”; stępkę pod pierwszy „Suffren” położono 21 grudnia 1962, wszedł do służby również jako pierwszy w 1967 roku. 
Okręty typu Suffren (inaczej FLE 60) początkowo miały być klasyfikowane jako krążowniki rakietowe, ostatecznie klasyfikowane były we Francji jako fregaty rakietowe (fr. Frégate Lance-Missiles). Poza Francją jednakże uważane są z racji wielkości i charakterystyk za niszczyciele rakietowe, także z tej przyczyny, że we Francji nie wyróżnia się klasy niszczycieli rakietowych; ponadto otrzymały one znaki taktyczne z literą D oznaczające niszczyciele w natowskiej nomenklaturze. W literaturze okręty te bywają czasem zaliczane do krążowników rakietowych.

## Opis

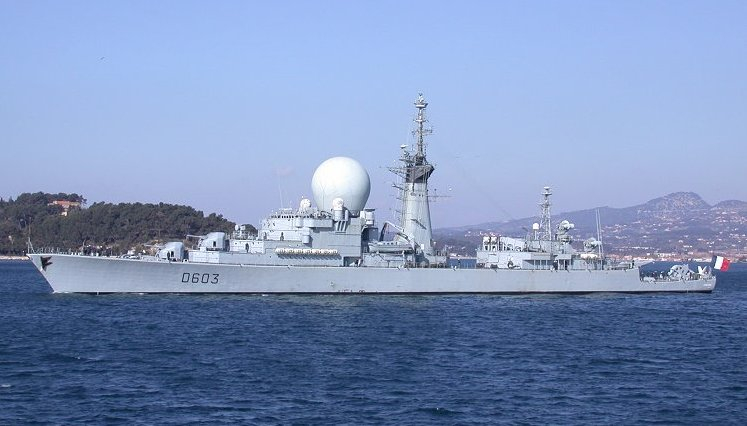
„Duquesne”, 2004

Niszczyciele typu „Suffren” wyróżniały się smukłą, uznawaną za elegancką sylwetką, o nowej wówczas architekturze, z wysokim kominem spełniającym rolę masztu (masztokominem). Dzięki swojej wielkości i kształtowi kadłuba, charakteryzowały się bardzo dobrymi własnościami morskimi. Najbardziej zwracającym uwagę, charakterystycznym dla nich i niespotykanym wcześniej elementem było umieszczenie anten stacji radiolokacyjnej dozoru powietrznego pod wielką plastikową kopułą (podobne rozwiązanie przyjęto później jedynie na holenderskich fregatach typu Tromp, na szeregu innych okrętów stosowano natomiast mniejsze kopuły dla anten).

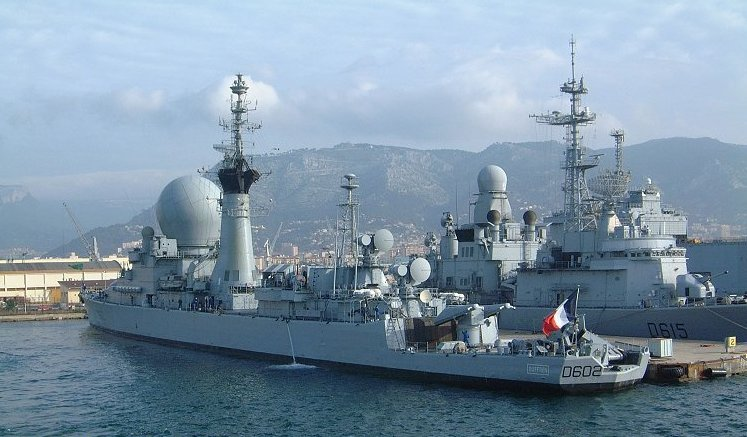
„Suffren” od rufy - widoczna wyrzutnia Masurca i wykrój w pawęży na sonar holowany

Główne uzbrojenie stanowiła jedna dwuprowadnicowa wyrzutnia francuskich kierowanych przeciwlotniczych pocisków rakietowych Masurca z zapasem 48 pocisków, umieszczona na rufie. Miały one zasięg do 55,6 km i pułap od 30 do 22 860 m. Pocisk Mk 2 Mod 2 kierowany był wiązką radiową, w latach 80. wprowadzono Mk 2 Mod 3 kierowane półaktywnie. W latach 1976–77 na „Duquesne” i w latach 1979-80 na „Suffren” zamontowano ponadto cztery pojedyncze wyrzutnie przeciwokrętowych pocisków rakietowych MM-38 Exocet na dachu nadbudówki rufowej. Mają one zasięg 42 km i głowicę o masie 165 kg.
Uzbrojenie uzupełniała artyleria w postaci dwóch pojedynczych armat uniwersalnych kalibru 100 mm L/55 Model 1964 w dwóch wieżach na dziobie umieszczonych w superpozycji. Strzelały pociskami o masie 13,5 kg, donośność wynosiła 17 km, a szybkostrzelność 60 strz/min (po modyfikacji 78 strz/min). Ponadto okręty były uzbrojone w dwa pojedyncze działka przeciwlotnicze 30 mm Hispano-Suiza L/70 na podstawach CAS 62 na dachu nadbudówki, zastąpione w latach 70. przez wyrzutnie Exocet. Zamiast nich zamontowano cztery pojedyncze działka 20 mm Oerlikon, a na przełomie lat 80. i 90., prawdopodobnie tylko na „Duquesne” jeszcze dwa dalsze. Uzbrojenie uzupełniały dwa karabiny maszynowe kalibru 12,7 mm.
Główne uzbrojenie przeciwpodwodne stanowiła pojedyncza wyrzutnia rakietotorped Malafon na śródokręciu z zapasem 13 pocisków, o zasięgu 12 km. Przenosiły one naprowadzane akustycznie torpedy L-4 kalibru 533 mm o masie głowicy 150 kg. Ponadto okręty miały zamontowane w ścianach nadbudówki na śródokręciu cztery stałe wyrzutnie torpedowe KD-59E kalibru 533 mm dla torped L-5 Mod.4 przeciw okrętom podwodnym. Zasięg wykrywania głowicy torped wynosił 9,5 km.

## Służba
Po wejściu do służby, niszczyciele służyły we Flocie Atlantyckiej, a od 1975 na Morzu Śródziemnym, bazując w Tulonie. Podczas służby nie miały epizodów bojowych. Okręty pozostały w służbie poza 2000 rok, przechodząc w toku służby modernizacje uzbrojenia, a zwłaszcza wyposażenia elektronicznego i walki radioelektronicznej, aczkolwiek nie radykalne. 
Możliwości bojowe okrętów rozszerzyło zamontowanie wyrzutni pocisków rakietowych woda-woda MM38 Exocet („Duquesne” w latach 1976-1977, „Suffren” - 1979-1980; równocześnie zastąpiono wieże działek 30 mm pojedynczymi działkami 20 mm). Przydatność okrętów ograniczał brak śmigłowca pokładowego, który rozszerzałby możliwości zwalczania okrętów podwodnych, był on jednak typowy dla pierwszego pokolenia niszczycieli rakietowych. W latach 1984–1985 na „Duquesne” i 1988-89 na „Suffren” zmodernizowano system przeciwlotniczy Masurca, który jednak pod koniec służby był już mało nowoczesny. Nie miały one także do końca służby nowoczesnych zestawów artyleryjskich obrony bezpośredniej. 

## Zbudowane okręty

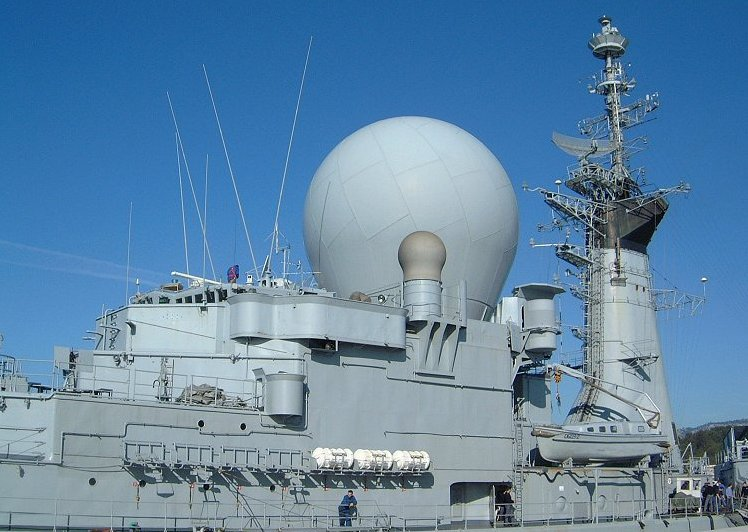
Osłona radaru DRBI 23, z boku jedna z kopuł systemu łączności satelitarnej Syracuse 1 SATCOM. Pod łodzią ratunkową widoczne zamknięte otwory dwóch wyrzutni torped.

| Nazwa (znak taktyczny) | Położenie stępki         | Wodowanie      | Wejście do służby | Wycofanie        |
| ---------------------- | ------------------------ | -------------- | ----------------- | ---------------- |
| Suffren (D 602)        | 21 grudnia 1962, Lorient | 15 maja 1965   | 20 lipca 1967     | 20 września 2001 |
| Duquesne (D 603)       | 1 lutego 1965, Brest     | 11 lutego 1966 | 1 kwietnia 1970   | 2007             |

### Wyposażenie elektroniczne
- trójwspółrzędna stacja radiolokacyjna dozoru powietrznego DRBI 23 (w kulistej osłonie na nadbudówce dziobowej)
- stacja radiolokacyjna dozoru nawodnego DRBV 50 na maszcie (od 1985 na „Duquesne” i 1989 na „Suffren” - DRBV 15)
- dwie stacje radiolokacyjne kierowania pocisków przeciwlotniczych DRBR 51 na rufie
- stacja radiolokacyjna kierowania ogniem artylerii DRBC 32A (w latach 1988-91 zastąpione radarowo-optronicznym systemem CTMS z radarem DRBC 33A)
- radar nawigacyjny DRBN 32
- dziobowy sonar DUBV 23
- holowany sonar DUBV 43 o zmiennej głębokości holowania
- systemy walki radioelektronicznej